# Хорезмшах

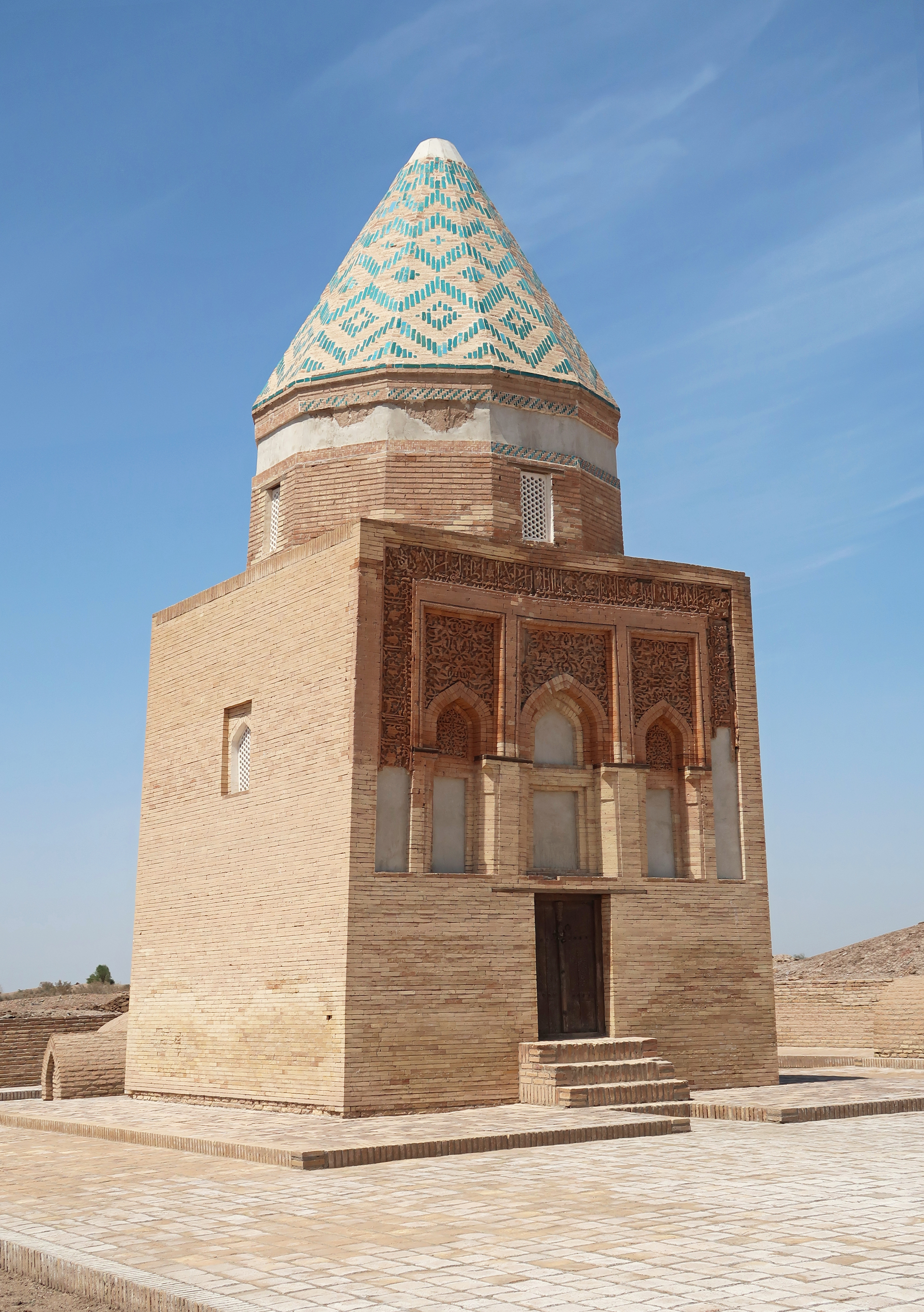
Мавзолей хорезмшаха Иль-Арслана из династии Ануштегинидов, г. Кёнеургенч, Туркменистан

Хорезмшах, хваризмшах (перс. خوارزمشاه‎ — букв. «царь Хорезма») — древний монархический титул правителей Хорезма с IV по XIX век. Титул носили представители нескольких династий:
- Афригиды — ранние представители правили до ислама, затем признали верховенство Халифата.
- Мамуниды — свергли в конце X века Афригидов, приняв соответствующий титул.
- наместник Махмуда Газневи Алтунташ (1017—1032) и его потомки, отстраненные от власти в 1043 году Тогрул-беком из династии Сельджукидов.
- Ануштегиниды — наиболее известные и могущественные хорезмшахи; создали Государство Хорезмшахов, конец которому положило монгольское нашествие[1].
- позднее «хорезмшахами» именовали себя наместники Тимуридов в Хорезме (XV век) и правители Хивинского ханства из династии Кунгратов (XIX век)[1].

## История
Титул использовался для обозначения правителя Хорезма. Согласно сведениям Абу Рейхана аль-Бируни, титул впервые был принят правителями Хорезма за 980 лет до Александра, то есть в 1292 году до н. э. Однако на основании других источников можно предполагать, что часть титула в форме приставки — шах была заимствована либо от Ахеменидской империи, либо в более раннее время от Мидийской державы.

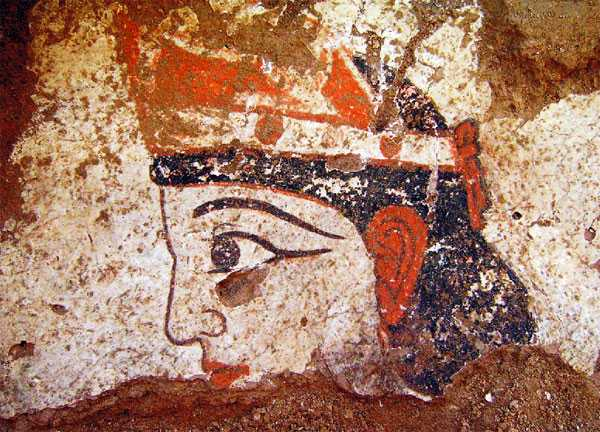
Фрагмент хорезмийской фрески VI—III века до н. э.

Сведения об именах отдельных государей, носивших титул хорезмшах, и их генеалогической последовательности относятся к периоду 305 года. В этом году к власти в Хорезме пришла новая династия Афригидов (305—995 годы). Эта династия считается наиболее долго правившей в истории Центральной Азии.
Даже после свержения династии Афригидов титул хорезмшах не исчез, а был принят новой династией Мамунидов, правивших с 995 года по 1017 год.
Около 1077 года племянник Тогрул-бека — Мелик-шах — направил в Хорезм своего гуляма Ануштегина Гарчаи, ставшего основателем рода Ануштегинидов. Первым из Ануштегинидов титул хорезмшаха принял Атсыз (1127—1156), восстановивший независимость Хорезма и создавший государство Хорезмшахов. Наследники Атсыза, «великие хорезмшахи», иль-Арслан (1156-72), Ала ад-Дин Текеш (1172—1200) и Ала ад-Дин Мухаммед II (1200-20).
Наместник Шахруха в Хорезме Шахмелик, правивший в первой четверти XV века, тоже носил титул хорезмшаха.
Последними титул хорезмшах принимали некоторые представители узбекской кунгратской династии, правившие в Хорезме — Хивинском ханстве с 1770 по 1920 год.
Таким образом, титул хорезмшах использовался с перерывами на протяжении более 1500 лет.